# Nineveh Sulcus
Il Nineveh Sulcus è una struttura geologica della superficie di Ganimede.